# Cocconato
Cocconato (Coconà [kʊkʊˈna] in piemontese, Cocnà [kʊkˈna] in dialetto monferrino) è un comune italiano di 1 401 abitanti della provincia di Asti in Piemonte. 

## Storia
Cocconato è stata nel medioevo il centro principale della famiglia comitale dei Radicati di origine manfredinga e sede di un feudo imperiale sino al 1586. Soggetta per diversi secoli alla diocesi di Vercelli, oggi è parte della diocesi di Casale Monferrato.
Presso il territorio del comune di Cocconato durante la seconda guerra mondiale, tra il 1940 e il 1943, furono internati 70 ebrei non italiani provenienti dall'Est Europa (incluse famiglie con bambini): ciò non significa l'esistenza di un campo di concentramento (come quelli organizzati - dopo l'8 settembre 1943 - dai nazisti o dai repubblichini a Borgo San Dalmazzo, Fossoli, Bolzano, Risiera di San Sabba e altri minori), quanto piuttosto un domicilio coatto paragonabile all'istituto del confino.
 Al netto dei continui trasferimenti, 36 risultano i profughi presenti a Cocconato nell'estate 1943. Con l'occupazione tedesca, il gruppo prontamente si disperse. Alla fine tutti gli internati riuscirono a salvarsi (trovando per lo più rifugio in Svizzera) e nessun ebreo, italiano o straniero, fu arrestato a Cocconato.
A Cocconato trovò la morte l'antifascista Giovanni Corvi, arrestato a Sondrio dai repubblichini, poi trasferito a S. Martino di Rosignano in provincia di Alessandria ed infine prelevato dai nazisti e trasferito "verso ignota destinazione", come attesta il suo certificato di morte presente presso il comune di Cocconato e ritrovato dopo lunghe ricerche.

### Simboli
Lo stemma e il gonfalone sono stati concessi con decreto del presidente della Repubblica del 19 novembre 1999.
Stemma
(D.P.R. 19 novembre 1999)
Lo stemma comunale si ispira a quello  della famiglia Radicati, conti di  Cocconato, che portavano uno scudo troncato: al primo di nero, all'aquila d'oro, coronata dello stesso; al secondo d'oro, al castagno sradicato al naturale.
Gonfalone

## Monumenti e luoghi di interesse

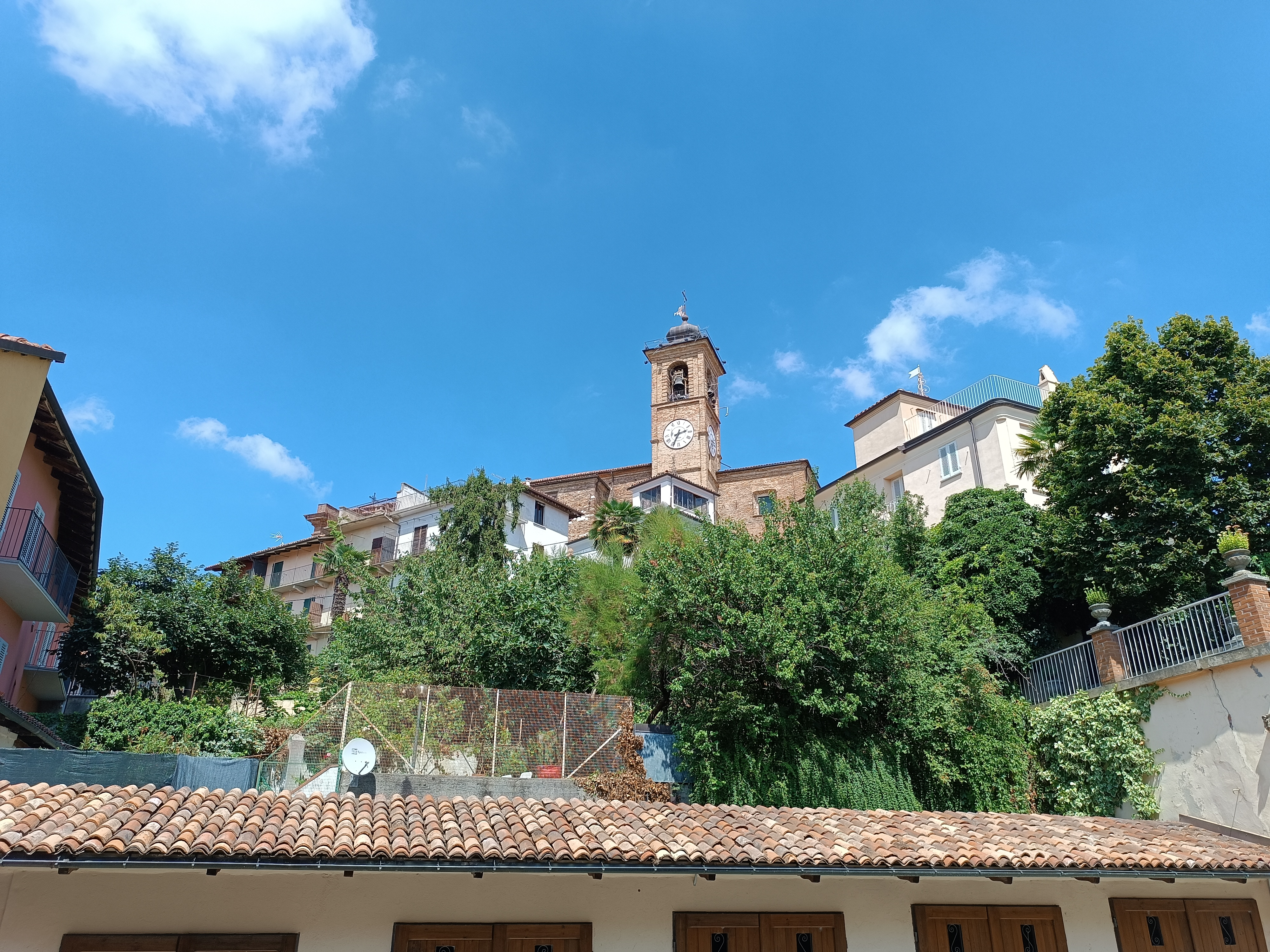
Veduta Chiesa Parrocchiale dal cortile del Municipio

Diversi sono gli edifici di interesse storico, tra i quali: 
- Palazzo municipale, risalente al XV secolo, raro esempio di edificio civile in stile Tardo gotico
- Chiesa parrocchiale di origine secentesca, intitolata a Santa Maria della Consolazione
- Chiesa SS. Trinità, all'inizio di via Roma, con relativo porticato coperto

## Società

### Evoluzione demografica
Abitanti censiti

### Tradizioni e folclore

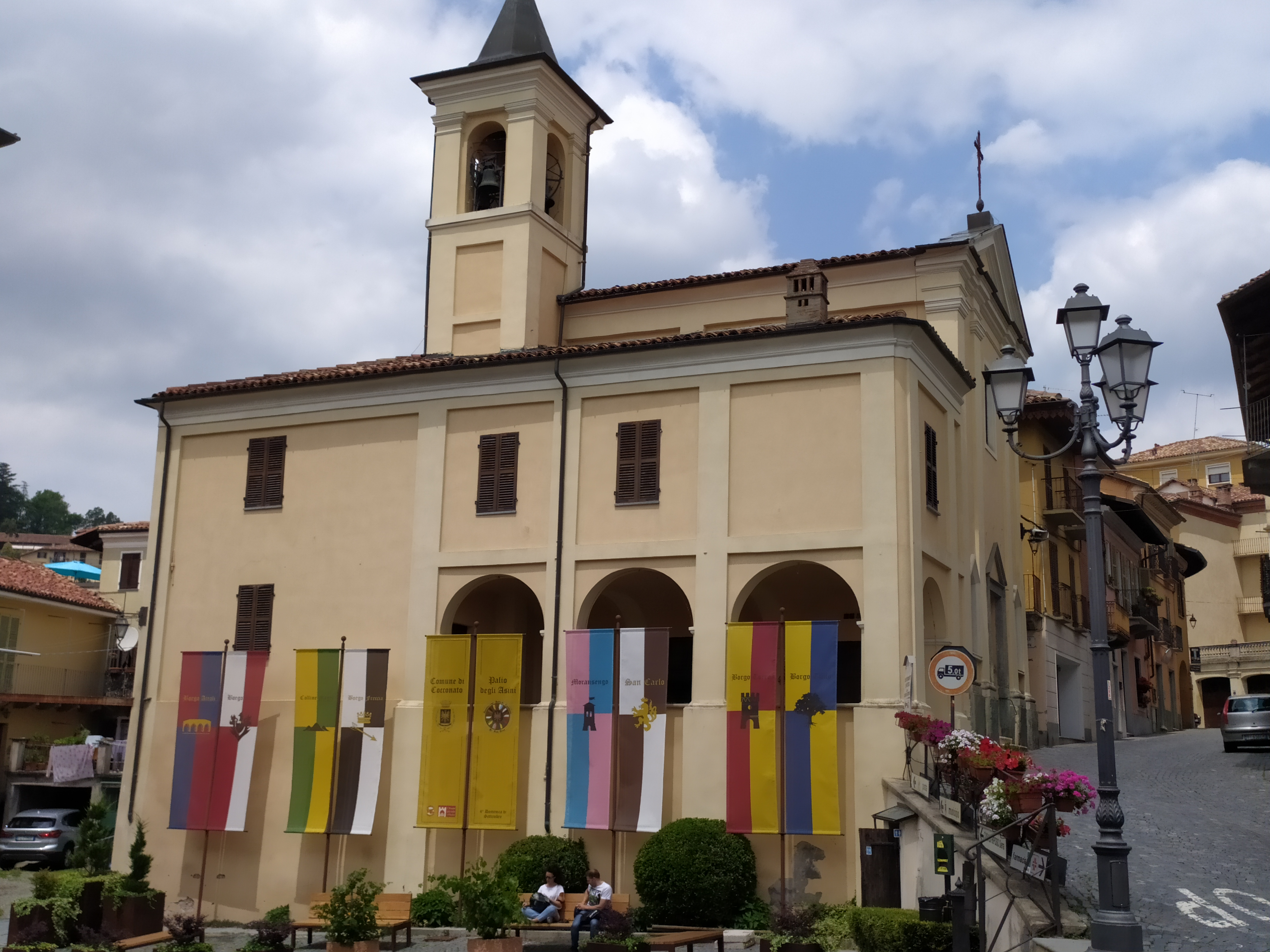
Bandiere dei borghi di Cocconato partecipanti al Palio

Nell'estate del 1970 l'associazione patronale di Cocconato decise di istituire il Palio degli Asini.
Al Palio partecipano i sei borghi di Cocconato: Airali, Brina, Colline Magre, San Carlo, Torre, Tuffo.

Ad essi si aggiunge il confinante paese di Moransengo.

## Economia
- Conbipel

### Turismo
Dal 2019 è associato a “I borghi più belli d'Italia”.

## Infrastrutture e trasporti

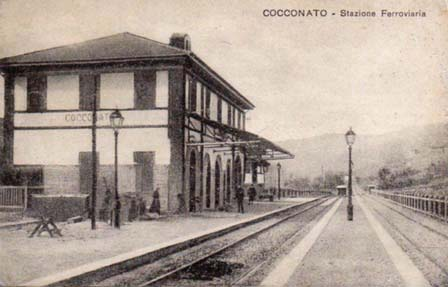
La stazione di Cocconato

La stazione di Cocconato, attiva fra il 1912 e il 2011, era posta lungo la cessata ferrovia Chivasso-Asti.

## Amministrazione
Di seguito è presentata una tabella relativa alle amministrazioni che si sono succedute in questo comune.
| Periodo        | Periodo        | Primo cittadino        | Partito                    | Carica  | Note   |
| -------------- | -------------- | ---------------------- | -------------------------- | ------- | ------ |
| 6 giugno 1985  | 1º giugno 1990 | Bruno Marchetti        | Democrazia Cristiana       | Sindaco | [ 13 ] |
| 1º giugno 1990 | 24 aprile 1995 | Michelangelo Montanaro | lista civica               | Sindaco | [ 13 ] |
| 24 aprile 1995 | 14 giugno 1999 | Claudio Casaleggio     | -                          | Sindaco | [ 13 ] |
| 14 giugno 1999 | 14 giugno 2004 | Carlo Scagno           | lista civica               | Sindaco | [ 13 ] |
| 14 giugno 2004 | 8 giugno 2009  | Giovanna Ferrero       | lista civica               | Sindaco | [ 13 ] |
| 8 giugno 2009  | 26 maggio 2014 | Michele Marchisio      | lista civica               | Sindaco | [ 13 ] |
| 25 maggio 2014 | 24 maggio 2019 | Monica Marello         | lista civica Per Cocconato | Sindaco | [ 13 ] |
| 26 maggio 2019 | 2024           | Umberto Fasoglio       | lista civica               | Sindaco | [ 13 ] |

### Gemellaggi
- Caissargues

### Altre informazioni amministrative
Cocconato era il capoluogo della comunità collinare Unione Versa Astigiano.